# Alfredo Landa Areta
Alfredo Landa Areta (Pamplona, Navarra, 3 de març de 1933 - Madrid, 9 de maig de 2013) va ser un actor de cinema espanyol.
El seu pare era capità de la Guàrdia Civil, pel que va passar la seva infància entre Catalunya i el País Basc. Als 6 anys va traslladar-se a viure durant quatre anys a Figueres amb la família. Va començar a estudiar Dret a Sant Sebastià, però on va començar a participar en obres teatrals de la Universitat i això li va despertar la vocació d'actor. Va marxar a Madrid per dedicar-s'hi, i a principis dels anys 60 va començar a participar en algunes obres, com "El cenador", en la qual va treballar al costat de Julia Gutiérrez Caba.
En quaranta-cinc anys de professió ha realitzat 133 pel·lícules.
El 1984, va compartir amb Francisco Rabal el premi a la millor interpretació masculina al Festival Internacional de Cinema de Canes pels seus respectius papers a Los santos inocentes. Candidat en set ocasions al Premi Goya, va ser guardonat el 1987 per El bosque animado i el 1992 per La marrana. El 2003, va rebre un homenatge a la Mostra de València.
El popular actor va morir el 9 de maig de 2013 en Madrid, després de patir la malaltia d'Alzheimer en els últims anys de la seva vida, essent incinerat en el tanatori Nuestra Señora de los Remedios, a la localitat de Colmenar Viejo.

## Filmografia

### Cinema
| - El puente de la paz (1957) - Atraco a las tres (1962) - La verbena de la Paloma (1963) - El verdugo (1963) - Se vive una sola vez (1963) - La niña de luto (1964) - Casi un caballero (1964) - Llegaron los marcianos (1964) - Nobleza baturra (1964) - Historias de la televisión (1965) - Whisky y vodka (1965) - Ninette y un señor de Murcia (1965) - La ciudad no es para mí (1965) - Hoy como ayer (1965) - Nuevo en esta plaza (1965) - De cuerpo presente (1965) - El arte de no casarse (1966) - El arte de casarse (1966) - Las viudas(1966) - Amor a la española (1966) - Los guardiamarinas (1966) - ¿Qué hacemos con los hijos? (1966) - Las cicatrices (1966) - Despedida de casada (1966) - Crónica de nueve meses (1967) - Pero ¿en qué país vivimos? (1967) - Las que tienen que servir (1967) - Novios 68 (1967) - Cuarenta grados a la sombra (1967) - Un diablo bajo la almohada (1967) - Los subdesarrollados (1967) - Los que tocan el piano (1967) - No somos de piedra (1967) - La dinamita está servida (1968) - Una vez al año ser hippy no hace daño (1968) - ¿Por qué te engaña tu marido? (1968) - No disponible (1969) - Las leandras (1969) - Cuatro noches de boda (1969) - Soltera y madre en la vida (1969) | - El alma se serena (1969) - La decente (1970) - Cateto a babor (1970) - No desearás al vecino del quinto (1970) - El diablo cojuelo (1970) - Vente a Alemania (1970) - Si estás muerto, ¿por qué bailas?(1970) - Préstame quince días (1970) - Aunque la hormona se vista de seda (1971) - No desearás la mujer del vecino (1971) - Los días de Cabirio (1971) - Vente a ligar al Oeste (1971) - Simón, contamos contigo (1971) - No firmes más letras, cielo (1971) - Los novios de mi mujer (1971) - Guapo heredero busca esposa (1972) - París bien vale una moza (1972) - Pisito de solteras (1972) - Las estrellas están verdes (1973) - Manolo la nuit (1973) - Jenaro, el de los catorce (1973) - Un curita cañón (1973) - El reprimido (1973) - Dormir y ligar todo es empezar (1974) - Las obsesiones de Armando (1974) - Fin de semana al desnudo (1974) - Celedonio y yo somos así(1974) - Cuando el cuerno suena (1974) - Solo ante el streaking (1975) - Los pecados de una chica casi decente (1975) - Tío ¿de verdad vienen de París? (1975) - Esclava te doy (1975) - Mayordomo para todo (1975) - Alcalde por elección (1976) - El puente (1976) - Borrasca (1977) - Historia de S, (1978) - El rediezcubrimiento de México (1978) - Las verdes praderas (1979) - Paco el seguro (1979) | - El alcalde y la política (1979) - Polvos mágicos (1979) - El canto de la cigarra (1980) - Préstame a tu mujer (1980) - El poderoso influjo de la luna (1980) - Forja de amigos (1980) - El crack (1981) - Profesor Eroticus (1981) - La próxima estación (1981) - Piernas cruzadas (1982) - Un Rolls para Hipólito (1982) - El crack II (1983) - Las autonosuyas (1983) - Los santos inocentes (1984) - Una rosa al viento (1984) - Los paraísos perdidos (1985) - La vaquilla (1985) - Bandera negra (1986) - Tata mía (1986) - Biba la banda (1987) - El pecador impecable (1987) - El bosque animado (1987) - Sinatra (1988) - El río que nos lleva (1989) - Bazar Viena (1989) - Marcelino, pan y vino (1991) - Aquí el que no corre, vuela (1992) - La marrana (1992) - Canción de cuna (1994) - Por fin solos (1994) - El rey del río (1995) - Los Porretas (1996) - El árbol del penitente (2000) - Historia de un beso (2002) - El refugio del mal (2002) - La luz prodigiosa (2003) - El oro de Moscú (2003) - Tiovivo c. 1950 (2004) - Luz de domingo (2007) - El Arca de Noé (2007) |

### Televisió
- Gran Teatro (1962)
- El hombre, ese desconocido (1963)
- Confidencias (1963-1965)
- Primera fila (1964-1965)
- Escuela de maridos (1964)
- Estudio 1 (1965-1966)
- El tercer rombo (1966)
- Tiempo y hora (1966-1967)
- Ninette y un señor de Murcia  (1984)
- Tristeza de amor (1986)
- Media naranja (1986)
- El Quijote de Miguel de Cervantes (1991)
- Lleno, por favor (1993)
- Por fin solos (1995)
- En plena forma (1997)
- Los Serrano (2003)

### Teatre
Selecció
- Los caciques (1962), de Carlos Arniches.
- La loca de Chaillot (1962), de Jean Giraudoux
- La difunta (1962), de Miguel de Unamuno
- Eloísa está debajo de un almendro (1962), de Enrique Jardiel Poncela
- Los verdes campos del Edén (1963), d'Antonio Gala
- Ninette y un señor de Murcia (1964), de Miguel Mihura
- Un paraguas bajo la lluvia (1965), de Víctor Ruiz Iriarte
- El alma se serena (1968), de Juan José Alonso Millán

## Premis i nominacions

### Premis
| Any  | Premi                                                   | Categoria                                      | Títol                                                  | Resultat  |
| ---- | ------------------------------------------------------- | ---------------------------------------------- | ------------------------------------------------------ | --------- |
| 1980 | Cercle d'Escriptors Cinematogràfics                     | Millor actor                                   | Las verdes praderas                                    | Guanyador |
| 1982 | Cercle d'Escriptors Cinematogràfics                     | Millor actor                                   | El crack                                               | Guanyador |
| 1984 | Festival Internacional de Cinema de Canes               | Millor actor                                   | Los santos inocentes                                   | Guanyador |
| 1985 | Fotogramas de Plata                                     | Millor actor de cinema                         | Los santos inocentes                                   | Nominat   |
| 1985 | TP d'Or, Espanya                                        | Millor actor                                   | Ninette y un señor de Murcia                           | Guanyador |
| 1986 | Premis ACE                                              | Millor actor                                   | Los santos inocentes                                   | Guanyador |
| 1987 | TP d'Or, Espanya                                        | Millor actor                                   | Tristeza de amor                                       | Guanyador |
| 1988 | European Film Awards                                    | Millor actor                                   | El bosque animado                                      | Nominat   |
| 1988 | Fotogramas de Plata                                     | Millor actor de cinema                         | ¡Biba la banda! El bosque animado El pecador impecable | Nominat   |
| 1989 | Premis Goya                                             | Goya al millor actor                           | El bosque animado                                      | Guanyador |
| 1989 | Premis ADIRCAE                                          | Millor interpretació                           | Sinatra                                                | Guanyador |
| 1989 | Fotogramas de Plata                                     | Millor actor de cinema                         | Sinatra                                                | Nominat   |
| 1989 | Premis de Cinematografia de la Generalitat de Catalunya | Millor actor                                   | Sinatra                                                | Guanyador |
| 1989 | Premis Goya                                             | Goya al millor actor                           | Sinatra                                                | Nominat   |
| 1990 | Premis Goya                                             | Goya al millor actor                           | El río que nos lleva                                   | Nominat   |
| 1993 | Premis ADIRCAE                                          | Millor actor                                   | La marrana                                             | Guanyador |
| 1993 | Fotogramas de Plata                                     | Millor actor de televisió                      | El Quijote de Miguel de Cervantes                      | Nominat   |
| 1993 | Premis Goya                                             | Goya al millor actor                           | La marrana                                             | Guanyador |
| 1993 | Premio Unió Actors, Espanya                             | Millor interpretació protagonista de cinema    | La marrana                                             | Nominat   |
| 1994 | Fotogramas de Plata                                     | Millor actor de televisió                      | Lleno, por favor                                       | Nominat   |
| 1994 | TP d'Or, Espanya                                        | Millor actor                                   | Lleno, por favor                                       | Guanyador |
| 1994 | Premio Unió Actors, Espanya                             | Millor interpretació protagonista de televisió | Lleno, por favor                                       | Nominat   |
| 1995 | Cercle d'Escriptors Cinematogràfics                     | Millor actor                                   | Canción de cuna                                        | Guanyador |
| 1995 | Premis Goya                                             | Goya al millor actor                           | Canción de cuna                                        | Nominat   |
| 1996 | Premis ACE                                              | Millor actor                                   | El rey del río                                         | Guanyador |
| 2003 | Cercle d'Escriptors Cinematogràfics                     | Millor actor                                   | Historia de un beso                                    | Nominat   |
| 2004 | Cercle d'Escriptors Cinematogràfics                     | Millor actor                                   | La luz prodigiosa                                      | Nominat   |
| 2004 | Premis Goya                                             | Goya al millor actor                           | La luz prodigiosa                                      | Nominat   |
| 2008 | Cercle d'Escriptors Cinematogràfics                     | Millor actor                                   | Luz de domingo                                         | Guanyador |
| 2008 | Fotogramas de Plata                                     | Millor actor de cinema                         | Luz de domingo                                         | Nominat   |
| 2008 | Premis Goya                                             | Goya d'Honor                                   |                                                        | Guanyador |
| 2008 | Premis Goya                                             | Goya al millor actor                           | Luz de domingo                                         | Nominat   |
| 2008 | Premio Unió Actors, Espanya                             | Millor actor protagonista de cinema            | Luz de domingo                                         | Guanyador |

Honors
- Cavaller Gran Creu de l'Ordre del Dos de Maig, 2 maig 2007